# Viktor Tchernomyrdine
Viktor Stepanovitch Tchernomyrdine (en russe : Виктор Степанович Черномырдин [ˈvʲiktər sʲtʲɪˈpanəvʲɪtɕ tɕɪrnɐˈmɨrdʲɪn]), né le 9 avril 1938, et mort le 3 novembre 2010, est un homme d'État russe. Tchernomyrdine est Premier ministre de la fédération de Russie du 14 décembre 1992 au 23 mars 1998 et du 23 août au 11 septembre de la même année. Nommé ambassadeur extraordinaire et plénipotentiaire de Russie en Ukraine en avril 2003, il quitte ce poste en juin 2008 pour être nommé conseiller auprès du président Dmitri Medvedev.

## Biographie

### Jeunesse et études
Le père de Tchernomyrdine était un ouvrier, père de cinq enfants et conducteur de tracteur. Viktor Tchernomyrdine termine sa scolarité en 1957, puis trouve un emploi comme mécanicien dans une raffinerie de pétrole à Orsk. Il y travaille jusqu'en 1962, à l'exception de deux années de service militaire obligatoire de 1957 à 1960. Il travaille également durant cette période comme machiniste, chef opérateur et chef des installations techniques.
Il devient membre du Parti communiste de l'Union soviétique en 1961.
En 1962, il est admis à l'Institut Kouïbychev (qui fut plus tard rebaptisé Institut polytechnique de Samara). Il sort diplômé de cet institut en 1966, et finit en 1972 des études par correspondance au département d'économie de l'Institut polytechnique pan-soviétique.

### Carrière
Au cours des années 1967-1973, il travaille au sein du PCUS, à Orsk.
En 1973-1978, il travaille comme directeur de l'usine de gaz naturel d'Orenbourg.
En 1978-1982, il travaille dans la branche de l'industrie lourde au Comité central du parti.
En 1982, il est nommé sous-ministre des industries du gaz naturel de l'Union soviétique. Parallèlement, à partir de 1983, il a dirigé GlavTioumenGazProm, une association de l'industrie pour le développement des ressources de gaz naturel dans la région de Tioumen.
De 1985 à 1989, il est ministre de l'industrie du gaz.
En 1989, lorsque le ministère du Gaz est transformé pour devenir le konzern d'État Gazprom, il prend la présidence du conseil d'administration, poste qu'il occupera jusqu'en mai 1992. Plusieurs personnes accusent Tchernomyrdine de s'être enrichi illégalement lors de la privatisation de Gazprom en s'attribuant des milliers d'actions pour le prix d'un euro symbolique. Cela lui aurait permis de se créer une fortune de plus de 5 milliards d'euros. Il a toujours démenti ces accusations. 
En mai 1992, Boris Eltsine nomme Tchernomyrdine vice-premier ministre chargé des carburants et de l'énergie, en remplacement de Vladimir Lopoukhine.
Le 14 décembre 1992, Tchernomyrdine est confirmé par le VIIe Congrès des députés du peuple de Russie en sa qualité de Président du gouvernement de la fédération de Russie. La même année, au Forum de Crans Montana, il reçoit des mains de Jean-Pascal Delamuraz, alors président de la Confédération suisse, le prix de la Fondation.
En avril 1995, il forme un bloc politique appelée Notre maison la Russie, qui vise à obtenir la majorité à la Douma. Les élections du 17 décembre 1995 sont un échec cinglant, avec seulement 10,13 % des voix, loin derrière les communistes du Parti communiste de la fédération de Russie.
Au cours de l'été 1995, Tchernomyrdine est impliqué dans des négociations directes avec le terroriste tchétchène Chamil Bassaïev, dont le groupe armé a réalisé une prise d'otages dans un hôpital de Boudionnovsk. Certains des otages sont libérés après négociations.
Tchernomyrdine reste Premier ministre jusqu'à sa démission en mars 1998. À la suite de la crise financière russe d'août 1998, Eltsine a de nouveau proposé Tchernomyrdine au poste de premier ministre, mais la Douma s'y oppose par deux fois. 
Le président russe le nomme dans les mois suivants comme « envoyé spécial » en Serbie. Il est chargé de négocier avec Slobodan Milošević afin de l'amener à accepter le plan de paix du G8 pour l'arrêt des bombardements de l'OTAN. En décembre 1999, Tchernomyrdine est élu membre de la Douma.
En 1999, il prend la tête de Gazprom, géant russe du secteur gazier, jusqu'à sa nomination par le président Vladimir Poutine comme ambassadeur en Ukraine en 2001.
Durant les élections législatives ukrainiennes de 2007, Tchernomyrdine déclare que le prix du gaz en Ukraine dépendra de « de qui viendra au gouvernement », ce qui est interprété comme une menace par Ioulia Tymochenko. En 2009, après une nouvelle crise gazière russo-ukrainienne, il est rappelé à Moscou, avant de devenir persona non grata en Ukraine en raison de ses déclarations « inamicales ». « Il devient alors conseiller et représentant spécial du président russe Dmitri Medvedev pour la coopération économique avec les pays membres de la Communauté des États indépendants (ex-URSS, moins les pays baltes et la Géorgie). »